# Бонч-Бруєвич Микола Іванович
Микола Іванович Бонч-Брує́вич (нар. 1810, Чернігівщина — пом. рік смерті невідомий) — український архітектор.

## Біографія
Народився у 1810 році на Чернігівщині в кріпацькій сім'ї графа Михайла Миклашевського. Малярства і креслення навчився у приватних вчителів, архітектури — самотужки. Працював вчителем малювання і архітектури у Стародубській школі.
1838 року за проєкт губернської лікарні на 60 чоловік отримав від Петербурзької академії мистецтв звання вілдьного некласного художника. 1842 року призначений кандидатом на звання академіка.

## Споруди

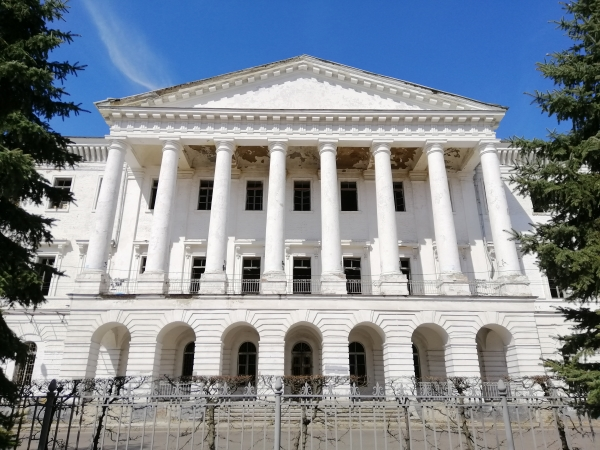
Кадетський корпус.

Дотримувався форм пізнього ампіру, застосовував мотиви неоросійського стильового напрямку. Серед споруд:
- Кадетський корпус в Полтаві на Круглій площі (1832—1840);
- Дві церкви та цивільні споруди в маєтках Миклашевського у Стародубському повіті (тепер Брянська область РФ).